# Parvajärvensaari
Parvajärvensaari är en ö i som delas av den finsk-ryska gränsen. Den ligger i sjön Parvajärvi och Rytilampi och den finländska delen ligger i kommunen Kuusamo och landskapet Norra Österbotten, i den nordöstra delen av landet, 700 km norr om huvudstaden Helsingfors. Öns area är 3,1 hektar och dess största längd är 470 meter i sydöst-nordvästlig riktning.